# 奥列格·察廖夫
奥列格·阿纳托利耶维奇·察廖夫（羅馬化：Oleg Anatolyevich Tsaryov；1970年6月2日—），烏克蘭政治人物、商人，2014年以後成為烏克蘭東部分離勢力的重要人物。
察廖夫出生於第聂伯罗彼得罗夫斯克（今烏克蘭聶伯城），1992年畢業於莫斯科工程物理學院，取得工程及物理學學位。他曾是地區黨在第聂伯罗彼得罗夫斯克的負責人，擔任過第五、六、七屆最高拉达議員。
2014年烏克蘭親歐盟示威運動爆發以後，他是亞努科維奇政府最熱心的支持者之一，主張使用暴力手段驅散示威民眾。亞努科維奇被推翻後，他自我提名為2014年總統候選人，但地區黨於3月29日提名米哈伊尔·多布金為該黨的總統候選人。4月7日他被地區黨開除黨籍。他隨後在4月11日前往頓涅茨克，對分離主義者表示支持。4月29日，他撤回總統候選人的資格，並呼籲所有東部及東南部地區的選民杯葛這次選舉。5月13日，他因呼籲在分離主義控制區建立新俄羅斯聯邦而受到歐盟制裁。第聂伯罗彼得罗夫斯克州州长伊戈尔·科洛莫伊斯基自費出資懸賞500萬美元捉拿或殺死他，並用電話向他發出人身威脅。6月3日，他被最高拉达剝奪議會豁免權，隨後因煽動分裂及暴力的罪名而被烏克蘭方面批准逮捕，烏克蘭對他進行通緝。6月26日，他成為新俄羅斯聯邦統一議會的議長。烏克蘭要求俄羅斯引渡他回國，但遭到俄羅斯拒絕。
2015年5月20日，察廖夫宣佈解散新俄羅斯聯邦。
2022年俄羅斯入侵烏克蘭以後，察廖夫聲稱自己已經在烏克蘭，且「基輔即將被從納粹手中解放」。3月20日，他呼籲克里維里赫代理市長亚历山大·维尔库尔將城市交給俄軍。维尔库尔在Facebook上爆粗口回應察廖夫：「去你的吧叛徒，跟你的主子一起！」3月24日，察廖夫宣布俄羅斯決定「在被佔領土上建立軍民行政機構並行使一切權力」，他還補充說，「這兒（烏克蘭）一直是並且將是俄羅斯的土地，我們正在恢復對這片土地的主權。」4月10日，英國首相鲍里斯·约翰逊訪問基輔後，察廖夫提議擊落載有外國政治家的飛機。
2023年10月26日夜晚至27日凌晨期間，察廖夫在克里米亚遭槍擊，隨後送醫治療。